# Heraema
Heraema là một chi bướm đêm thuộc họ Noctuidae.

## Các loài
- Heraema mandschurica (Graeser, 1890)